# الرفيعة (قرية العليا)
الرفيعة بلدة تقع في الشمال الشرقي للمملكة العربية السعودية، تتبع إداريًا لمحافظة قرية العليا غربي الدمام فوق هضبة الصمان.

## الخدمات الحكومية
يوجد بها مستشفى عام ومستوصف ومدرسة ثانوي ومتوسط مدمجة ومدرسة ابتدائية (بنين - بنات) يوجد بها العديد من المساجد قسم شرطة (مخفر) وبلدية ومركز الرفيعة (الإمارة).

## الخدمات
يوجد بالرفيعة كل ما قد يحتاجه الشخص من شقق مفروشة للإيجار وشقق عزابية بالإضافة إلى الصناعية والسوق الذي يحتوي على المطاعم ومحل مفروشات ومحلات إلكترونيات ومكتبتين وسوق خضار وجزارين ومكتب خدمات عامة...

## المناطق التابعة لها
العاذرية - أم غور - الشيحية - مشلة - البوبيات وهناك العديد من القرى ولكنها لا تتبع لبلدية الرفيعة بل لبلدية مجاورة أخرى (اللهابة)

## أهم معالم الرفيعة
البلدة القديمة الاثريه ودحل أبا الجرفان، وكل هذه المنطقة لا تحتوي على الجوازات ولا المرور ولا بنك فهي تابعة إلى محافظة قرية العليا التي تبعد عنها 90 كلم.